# Baza Aeriană Ramstein
Ramstein Air Base este cea mai mare bază militară nord-americană a Forțele Aeriene ale Statelor Unite ale Americii și NATO în afara granițelor SUA. Baza este situată la ca. 1 km est de Ramstein-Miesenbach și 10 km vest de Kaiserslautern in Renania-Palatinat, Germania.
Pe 28 august 1988 aici au murit 70 de persoane la un spectacol aviatic după ce un avion italian s-a prăbușit în mulțime.